# Göthe Knutson
Göthe Knut Lennart Knutson, född 17 oktober 1932 i Öckerö församling i Göteborgs och Bohus län, död 7 oktober 2010 i Karlstads domkyrkoförsamling, var en svensk moderat politiker, som mellan 1976 och 1998 var riksdagsledamot för Värmlands läns valkrets. 

## Biografi

### Tidiga år
Göthe Knutson var son till sågverksägaren Knut Abrahamsson och växte upp på Orust i Bohuslän. Han engagerade sig tidigt i politiken genom Ung Höger. Efter utbildning till reservofficer vid Göta artilleriregemente (A2) samt universitetsstudier i statskunskap och historia ingick han äktenskap med läkaren Berit Lidström samt anställdes vid Högerpressens nyhetsbyrå i Stockholm. 
Som ledarskribent i Nya Wermlands-Tidningen från slutet av 1960-talet var Knutson mycket uttalad motståndare till kommunism, främst marxism-leninism, och agiterade för överhängande risk att svensk neutralitetsdeklaration inte skulle respekteras i händelse av stridigheter mellan Sovjetunionen med Warzawapakten respektive Nato och dess allierade i Europa. Knutson menade att Sverige måste vara starkt militärt rustat för väpnad konflikt i Europa i avsikt att värna svensk suveränitet och neutralitet mot påtagligt hot. 
Knutson propagerade även bland annat för ökade befogenheter och större resurser till polisen i Sverige samt längre fängelseinternering för skyldiga till narkotika-, sexual- och våldsbrott (till allmän- och individualprevention, i syfte att skydda samhället mot grövre kriminalitet), fri etermedia för att infria grundlagsskyddade rättigheter i yttrandefrihet respektive tryckfrihet och bryta statens monopol, statliga lättnader för småföretagare i fiskala redovisningar, skattetryck och expansionsmöjligheter primärt genom nyanställningar, mer frihet för svenska medborgare sammantaget med större individuellt ansvar av medborgarna för samhället. 
Knutson tog mycket tydligt avstånd ifrån och bekämpade försök till att influera Moderata Samlingspartiet med högerextremism.

### I riksdagen
I allmänna val till Sveriges riksdag år 1976 invaldes Knutson för Värmlands län. Han var ledamot i Försvarsutskottet mellan åren 1976 och 1988 (och suppleant i utskottet 1988–1998) respektive ledamot i Justitieutskottet mellan åren 1988 och 1998 samt ingick i bland annat Överstyrelsen för ekonomiskt försvar 1976–1986, Överstyrelsen för civil beredskap 1986–1998, Närradiokommittén 1978–1985 (vice ordförande 1983–1985), Kriminalvårdsstyrelsen 1993–2000, Beredskapsnämnden för psykologiskt försvar, senare Styrelsen för psykologiskt försvar, Riksåklagarens rådgivande nämnd 1991–1999 (dess ordförande 1994–1997) och var även ledamot i Hot- och riskutredningen 1993–1995, 1994 års Polisutredning samt suppleant i Nordiska Rådet.
Knutson ägnade huvudsakligen sina politiska mandatperioder åt försvars-, utrikes- och säkerhetspolitik, brottsbekämpning, polisfrågor samt kriminalvård, regional utveckling för att motverka glesbygdsbildning, befrämjande av egenföretagande, fiskeri- och sjönäring, med mera. 
Knutson var mycket kritisk till svenska biståndet till projektet Bai Bang i norra Vietnam respektive svenskt bistånd till Kuba. Han menade att det fanns andra mer ömmande biståndsprojekt i demokratiskt styrda, eller ockuperade, stater  förutom att det förelåg ekonomiska behov även i Sverige, bland annat bibehållande av statliga institutioner för psykiatrisk vård. 
I Nya Wermlands-Tidningen angrep Knutson mycket hårt vad han menade utgjorde falsk propaganda samt desinformation om hotbilden mot Sverige och försök till indoktrinering, främst av Maj Wechselmann efter grundstötningen på svenskt militärt skyddsområde i Gåsefjärden vid Karlskrona av den sovjetiska kärnvapenbestyckade ubåten U 137 i oktober 1981.
Planerna på och införandet av löntagarfonder i Sverige gick Knutson till aktion mot inte enbart i Sveriges riksdag respektive genom Nya Wermlands-Tidningen] utan tog initiativ till att 4 oktober-demonstrationer mot löntagarfonder företogs också i Karlstad.
Under 1980-talet arrangerade Göthe Knutson under tisdagar mycket välbesökta manifestationer på Stora torget i Karlstad till stöd för de baltiska staternas strävan efter frigörelse ifrån Sovjetunionen. Dessa torgmöten i Karlstad för Baltikums frihet skall ha inspirerat till Måndagsrörelsen.
Göthe Knutson deltog mycket aktivt för Sveriges roll inom Europeiska unionen (EU), och rekommenderade Moderata samlingspartiets riksdagsgrupp att dåvarande ordföranden i Svenska Kommunalarbetarförbundet, Lillemor Arvidsson, inte skulle bli hindrad av Moderata samlingspartiet ifrån eventuell utnämning till landshövding efter uttalande av Lillemor Arvidsson i samband med folkomröstningen år 1994 om att Sverige borde söka anslutning till Europeiska unionen, vilket Knutson ansåg påverkade utgången av folkomröstningen.
Som ledamot i Kriminalvårdsstyrelsen var Knutson skeptisk till hur fångvården bedrevs på vissa anstalter, bland annat på Österåkeranstalten, och menade att intagna skall bringas till insikt om syftet med anstaltsvistelsen, nämligen för rehabilitering till samhället och dess vedertagna normer, och inte uppfattas av interner som en rekreation; andelen av intagna på Österåkeranstalten som återföll i brott efter avtjänade straff var betydligt högre relaterat till genomsnittet.
Knutson kandiderade inte för omval till  riksdagen år 1998, men fortsatte sin politiska verksamhet som ålderspresident för Värmlands läns landsting, och hade också i flera decennier varit landstingsledamot i Värmlands läns landsting respektive kommunfullmäktigeledamot i Karlstad.  Därutöver hade han andra regionala eller kommunala förtroendeuppdrag, bland annat som ledamot i, respektive ordförande för, Polisstyrelsen i Värmlands län, respektive i Värmlands turistråd.  

### Familj
Göthe Knutson var gift första gången 1957–1971 med Berit Lidström (1929–2014) och fick dottern Susanne (född 1958) och sonen Ulf (född 1961). Andra äktenskapet var 1973–1980 med landskapsarkitekt Gudrun Eldh (född 1934, flicknamn efter fadern var Jansson, men tog senare moderns efternamn, Eldh). Tredje giftermålet var från 1986 och till frånfället med Margita Sahlén (född 1945). Göthe Knutson avled i oktober år 2010 efter långvarig sjukdom. Han är begravd på Ruds kyrkogård i Karlstad.